# Уткин мост
У́ткин мост — пешеходный металлический балочный мост через реку Оккервиль в Красногвардейском районе Санкт-Петербурга.

## Расположение
Соединяет Уткин проспект с Республиканской улицей. Расположен у впадения реки в Охту. Рядом с мостом располагается Уткина дача — памятник архитектуры федерального значения.
Выше по течению находится Заневский мост.
Ближайшие станции метрополитена — «Новочеркасская», «Ладожская».

## Название
Название известно с начала XX века и дано по наименованию Уткиной улицы (части современной Республиканской улицы), которая, в свою очередь, названа по усадьбе Уткина дача.

## История
В начале XX века на этом месте был построен деревянный проезжий мост. В 1933 году мост был пятипролётным деревянным балочным. Пролётное строение состояло из деревянных прогонов. Устои, опоры, верхнее строение и ограждение также были деревянными. Длина моста составляла 33,4 м, ширина – 8,5 м. Мост неоднократно ремонтировался в дереве. В 1950 году переправу капитально отремонтировали с заменой деревянных прогонов на металлические балки. Устои, опоры, верхнее строение и перила оставались деревянными. Длина моста составляла 31,2 м, ширина – 8,5 м.
В 1994 году по проекту инженера Проектного отдела «Ленмосттреста» В. И. Фельдмана мост перестроили в металлический пешеходный.

## Конструкция
Мост трёхпролётный металлический балочно-разрезной системы с ортотропной плитой прохожей части. Устои моста облегченного типа на металлических трубчатых сваях с заборными стенками из железобетонных плит. Промежуточные опоры металлические на трубчатых сваях. Покрытие на прохожей части — асфальтобетон. Перильное ограждение металлическое простого рисунка безтумбовое. Длина моста составляет 29,9 м, ширина – 2 м.